# 甘州 (古代)
甘州，中国古代设置的一个州，治所在今甘肃省张掖市。民風尚武，八声甘州為著名悲壮詞牌。
西魏废帝三年（554年）改西凉州为甘州，因为甘峻山得名。治所在永平县（隋朝改为张掖县，即今甘肃省张掖市）。下辖张掖郡和酒泉郡。管理今甘肃省嘉峪关市以东弱水上游。
| 州 | 甘州                               | 甘州          | 郡 | 張掖郡               |
| 郡 | 張掖郡                             | 酒泉郡        | 县 | 張掖县 刪丹县 福禄县 |
| 县 | 張掖县 刪丹县 兰地县 万岁县 仙提县 | 福禄县 乐涫县 | 县 | 張掖县 刪丹县 福禄县 |

唐朝永泰之后入吐蕃，大中之后属于甘州回鹘。北宋仁宗时西夏占领甘州，改为宣化府。蒙古帝国灭西夏，复为甘州。至元元年（1264年），置甘肃路。八年（1271年），改为甘州路。明朝设甘州左、右、中、前、后五卫。清朝雍正年间改为甘州府，1913年废除甘州府。1985年，张掖县改为张掖市（县级）。2002年3月，撤销张掖地区和县级张掖市，设立地级张掖市；原县级张掖市改设甘州区。
唐朝甘州刺史
- 成仁重（629年）
- 赵邃（贞观年间）
- 张臣合（642年—649年）
- 崔延朗（永徽初年）
- 裴履昭（高宗武周时）
- 卜处冲（武周时）
- 成善威（武周时）
- 马大均（武周时）
- 李汉通（701年）
- 李释子（703年—704年）
- 李守徵（710年）
- 苏知廉（开元年间）
- 欧阳琟（742年，张掖郡太守）
- 毕温（肃宗时）
- 杨珍（肃宗时）
- 魏邈（代宗初年）
- 宁憘（765年十月以前）
- 张瓌（765年十月以后）
- 李某（765年—766年）
- 吴绪芝（766年—786年）
- 李宏谏（894年）[2]